# Dieter Baumann
Dieter Baumann (Blaustein, 9 febbraio 1965) è un ex mezzofondista tedesco, medaglia d'oro nei 5 000 metri piani ai Giochi olimpici di Barcellona nel 1992 e agli Europei di Helsinki nel 1994.

## Record nazionali

### Seniores
- 3 000 metri piani: 7'30"50 ( Monaco, 8 agosto 1998)
- 3 000 metri piani indoor: 7'37"51 ( Karlsruhe, 12 febbraio 1995)
- 5 000 metri piani: 12'54"70 ( Zurigo, 13 agosto 1997)
- 10 000 metri piani: 27'21"53 ( Barakaldo, 5 aprile 1997)

## Palmarès
| Anno | Manifestazione  | Sede         | Evento       | Risultato  | Prestazione | Note |
| ---- | --------------- | ------------ | ------------ | ---------- | ----------- | ---- |
| 1987 | Europei indoor  | Liévin       | 3 000 metri  | Argento    | 7'53"93     |      |
| 1987 | Mondiali indoor | Indianapolis | 1 500 metri  | 7º         | 3'41"07     |      |
| 1987 | Mondiali        | Roma         | 1 500 metri  | semifinale | 3'47"71     |      |
| 1988 | Giochi olimpici | Seul         | 5 000 metri  | Argento    | 13'15"52    |      |
| 1989 | Europei indoor  | L'Aia        | 3 000 metri  | Oro        | 7'50"43     |      |
| 1989 | Mondiali indoor | Budapest     | 3 000 metri  | Bronzo     | 7'50"47     |      |
| 1991 | Mondiali        | Tokyo        | 5 000 metri  | 4º         | 13'28"67    |      |
| 1992 | Giochi olimpici | Barcellona   | 5 000 metri  | Oro        | 13'12"52    |      |
| 1994 | Europei         | Helsinki     | 5 000 metri  | Oro        | 13'36"93    |      |
| 1995 | Mondiali        | Göteborg     | 5 000 metri  | 9º         | 13'39"98    |      |
| 1996 | Giochi olimpici | Atlanta      | 5 000 metri  | 4º         | 13'08"81    |      |
| 1997 | Mondiali        | Atene        | 5 000 metri  | 5º         | 13'17"64    |      |
| 1998 | Europei         | Budapest     | 10 000 metri | Argento    | 27'56"75    |      |
| 2002 | Europei         | Monaco       | 10 000 metri | Argento    | 27'47"87    |      |

## Altre competizioni internazionali
1994
- Coppa Europa di atletica leggera ( Birmingham)

1995
- 10º alla IAAF Grand Prix Final ( Monaco), 3 000 metri - 7'41"85

1996
- Coppa Europa di atletica leggera ( Madrid)

1998
- Oro in Coppa del mondo ( Johannesburg), 3 000 metri - 7'56"24
- Bronzo in Coppa del mondo ( Johannesburg), 5 000 metri - 13'58"40

1999
- Coppa Europa di atletica leggera ( Parigi)
- 7º alle IAAF Grand Prix Final ( Monaco di Baviera), 3 000 metri - 7'42"04